# チアゴ・ダ・シルバ
チアゴ・フェリペ・サントス・ダ・シルバ（Tiago Felipe Santos da Silva , 1985年3月28日 - ）は、ブラジルサンパウロ州サンパウロ出身のプロ野球選手（投手）。右投右打。リーガ・メヒカーナ・デ・ベイスボルのドゥランゴ・ジェネラルズ所属。
台湾球界での登録名は、「席瓦」。

## 経歴

### ブラジル球界時代
2003年まではブラジル国内でプレーしていた。

### 台湾球界時代
2004年、台湾プロ野球・中華職業棒球大聯盟の誠泰コブラズに入団した。2試合に先発登板したが、4.2イニングで14失点（自責点12）という大乱調で、短期間で解雇された。

### イタリア球界時代
2005年にイタリア・セリエA2のレンジャーズ・レディプーリアに内野手として入団し、打率.390の成績を残した。2006年は打率.455の成績を残したが、この年限りで退団した。
2007年にセリエA2のマリーナ・ディ・ラヴェンナに入団した。打率.384という好成績を残したが、守備面で大きな問題があり、この年限りで退団した。
2008年にセリエAのT&Aサンマリノに投手として入団した。この年は、16試合（7試合で先発）に登板し、4勝4敗、防御率1.92を記録した。
2009年開幕前の3月には、第2回WBCのイタリア代表に選出された。シーズンでは、14試合（13試合で先発）に登板し、9勝1敗、防御率1.10を記録した。
2010年は、14試合に先発登板し、8勝4敗、防御率2.23を記録した。
2011年は、14試合に先発登板し、7勝1敗、防御率2.74を記録した。
2012年は、13試合に先発登板し、6勝1敗、防御率2.09を記録した。
2013年開幕前の3月に、第3回WBCのイタリア代表に選出され、2大会連続2度目の選出となった。シーズンでは、11試合に先発登板し、7勝1敗、防御率1.90を記録した。この年限りで退団した。

### メキシカンリーグ時代
2014年にリーガ・メヒカーナ・デ・ベイスボルのシウダーデルカルメン・ドルフィンズと契約。この年は、51試合に登板し、7勝4敗、防御率2.07を記録した。冬季はベネズエラのウィンターリーグであるLVBPのレオネス・デル・カラカスでプレー。

### ブルージェイズ傘下時代
2015年1月31日に、トロント・ブルージェイズとマイナー契約を結んだ。5月14日に前年所属していたリーガ・メヒカーナ・デ・ベイスボルのシウダーデルカルメン・ドルフィンズに派遣され、シーズン終了までプレーした。

### メキシカンリーグ時代
2016年はシウダーデルカルメン・ドルフィンズで開幕を迎えたが、6月24日にアグアスカリエンテス・レイルロードメンにトレード移籍した。
2017年からはドゥランゴ・ジェネラルズに所属。2017年はクローザーとして1勝1敗24セーブ、2018年は先発として13勝4敗という成績を記録。

## 国際大会
2003年に行われたIBAFワールドカップには、ブラジル代表として参加した。
イタリアのパスポート取得後は、イタリア代表でプレーしている。WBCやヨーロッパ野球選手権大会、IBAFワールドカップなどの国際大会に参加している。

## 詳細情報

### 年度別投手成績
| 年 度     | 球 団     | 登 板 | 先 発 | 完 投 | 完 封 | 無 四 球 | 勝 利 | 敗 戦 | セ 丨 ブ | ホ 丨 ル ド | 勝 率 | 打 者 | 投 球 回 | 被 安 打 | 被 本 塁 打 | 与 四 球 | 敬 遠 | 与 死 球 | 奪 三 振 | 暴 投 | ボ 丨 ク | 失 点 | 自 責 点 | 防 御 率 | W H I P |
| --------- | --------- | ----- | ----- | ----- | ----- | -------- | ----- | ----- | -------- | ----------- | ----- | ----- | -------- | -------- | ----------- | -------- | ----- | -------- | -------- | ----- | -------- | ----- | -------- | -------- | ------- |
| 2004      | 誠泰      | 2     | 2     | 0     | 0     | 0        | 0     | 2     | 0        | --          | .000  | 35    | 4.2      | 14       | 0           | 6        | 0     | 1        | 3        | 0     | 0        | 12    | 12       | 23.14    | 4.29    |
| CPBL：1年 | CPBL：1年 | 2     | 2     | 0     | 0     | 0        | 0     | 2     | 0        | --          | .000  | 35    | 4.2      | 14       | 0           | 6        | 0     | 1        | 3        | 0     | 0        | 12    | 12       | 23.14    | 4.29    |